# Universidad de Roma Tor Vergata
La Universidad de Roma Tor Vergata es una universidad italiana situada en la ciudad de Roma. Es la segunda universidad pública más antigua de la ciudad y la tercera por el número de alumnos. Se organiza siguiendo un modelo de campus anglosajón, con una extensión de 600 hectáreas. Desde 2022 su rector es Nathan Levialdi Ghiron, profesor de ingeniería.
La universidad es especialmente reconocida en los campos de la economía, las matemáticas y la física. Se trata de la mejor universidad de Roma en el ámbito de la economía, la tercera de Italia y se encuentra entre las 150 mejores del mundo.

## Historia
La universidad fue creada a partir de la ley 771 de 22 de noviembre de 1972. En 1980 la universidad adquirió su primera sede, la cual es la actual sede del rectorado. Las actividades didácticas comenzaron en 1982. En 1987 se creó la Facultad de Economía.